# Himmelsdalen
Himmelsdalen är svensk thrillerserie i 8 avsnitt som hade premiär på C More 30 maj 2019. På TV4 sändes första avsnittet 19 augusti. Serien är baserad på Marie Hermansons bok med samma namn. 

## Handling
Serien handlar om Helena som bor i Västerås, hon har en tvillingsyster Siri som hon separerades från liten. En dag får hon en inbjudan från Siri att hälsa på henne till Alperna där hon bor. Kort efter att de har träffats försvinner Siri (som är psykopatisk), och alla närvarande tror att Helena är Siri.

## Rollista (i urval)
| - Josefin Asplund – Helena / Siri - Lorenzo Richelmy – Enzo - Barbara Marten – Margot - Felix Garcia Guyer – Raymond - Will Mellor – Redpath | - Nathalie Rapti Gomez – Perky - Chiara Martegiani – Anna - Agnieszka Grochowska – Dr. Kowalska - Philip Arditti – Dr. Silva - Matthew Modine – Dr. Fisher |